# Coppa Libertadores 2015
La Copa Libertadores de América 2015, ufficialmente Copa Bridgestone Libertadores 2015 per ragioni di sponsorizzazione, è stata la 56ª edizione della Coppa Libertadores, il più importante torneo di calcio del Sud America organizzato dalla CONMEBOL. Al torneo hanno partecipato 38 squadre provenienti dal Messico e dai 10 paesi latinoamericani affiliati alla CONMEBOL: Argentina, Bolivia, Brasile, Cile, Colombia, Ecuador, Paraguay, Perù, Uruguay e Venezuela. Il torneo è iniziato il 3 febbraio 2015 ed è terminato il 5 agosto 2015, con la finale di ritorno.
Il River Plate ha vinto la coppa per la terza volta, battendo nella doppia finale i messicani del Tigres UANL. La squadra vincitrice del trofeo ha ottenuto il diritto a disputare la Coppa del mondo per club FIFA 2015 e la Recopa Sudamericana 2016 (quest'ultima contro l'Independiente Santa Fe, vincitore della Coppa Sudamericana 2015). 

## Squadre
Al torneo hanno partecipato 38 squadre appartenenti alle 10 federazioni della CONMEBOL e alla federazione messicana, e i criteri di qualificazione sono determinati dalle singole federazioni nazionali.
| Nazione                 | Squadra                         | Turno di ingresso | Qualificazione                                                                       |
| ----------------------- | ------------------------------- | ----------------- | ------------------------------------------------------------------------------------ |
| Argentina (5+1 squadre) | San Lorenzo (ARG 1)             | Fase a gironi     | Vincitrice della Coppa Libertadores 2014                                             |
| Argentina (5+1 squadre) | River Plate (ARG 2)             | Fase a gironi     | Vincitrice del Torneo Final 2014 e della Coppa Sudamericana 2014                     |
| Argentina (5+1 squadre) | Racing Club (ARG 3)             | Fase a gironi     | Vincitrice della Primera División 2014                                               |
| Argentina (5+1 squadre) | Boca Juniors (ARG 4)            | Fase a gironi     | 1ª nella classifica aggregata di Primera División 2013-2014                          |
| Argentina (5+1 squadre) | Huracán (ARG 5)                 | Prima fase        | Vincitrice della Copa Argentina 2013-2014                                            |
| Argentina (5+1 squadre) | Estudiantes (LP) (ARG 6)        | Prima fase        | Migliore squadra argentina nella Coppa Sudamericana 2014 non ancora qualificata      |
| Bolivia (3 squadre)     | Univ. Sucre (BOL 1)             | Fase a gironi     | Vincitrice del Torneo Clausura 2014                                                  |
| Bolivia (3 squadre)     | San José (BOL 2)                | Fase a gironi     | 2ª nel Torneo Clausura 2014                                                          |
| Bolivia (3 squadre)     | The Strongest (BOL 3)           | Prima fase        | 3ª nel Torneo Clausura 2014                                                          |
| Brasile (5 squadre)     | Cruzeiro (BRA 1)                | Fase a gironi     | Vincitrice del Campeonato Brasileiro Série A 2014                                    |
| Brasile (5 squadre)     | Atlético Mineiro (BRA 2)        | Fase a gironi     | Vincitrice della Coppa del Brasile 2014                                              |
| Brasile (5 squadre)     | San Paolo (BRA 3)               | Fase a gironi     | 2ª nel Campeonato Brasileiro Série A 2014                                            |
| Brasile (5 squadre)     | Internacional (BRA 4)           | Fase a gironi     | 3ª nel Campeonato Brasileiro Série A 2014                                            |
| Brasile (5 squadre)     | Corinthians (BRA 5)             | Prima fase        | 4ª nel Campeonato Brasileiro Série A 2014                                            |
| Cile (3 squadre)        | Colo-Colo (CIL 1)               | Fase a gironi     | Vincitrice del Torneo Clausura 2014                                                  |
| Cile (3 squadre)        | Universidad de Chile (CIL 2)    | Fase a gironi     | Vincitrice del Torneo Apertura 2014                                                  |
| Cile (3 squadre)        | Palestino (CIL 3)               | Prima fase        | Vincitrice dell'Apertura Liguilla 2014                                               |
| Colombia (3 squadre)    | Atlético Nacional (COL 1)       | Fase a gironi     | Vincitrice del Torneo Apertura 2014                                                  |
| Colombia (3 squadre)    | Ind. Santa Fe (COL 2)           | Fase a gironi     | Vincitrice del Torneo Finalización 2014                                              |
| Colombia (3 squadre)    | Once Caldas (COL 3)             | Prima fase        | 3ª nella classifica aggregata della Categoría Primera A 2014                         |
| Ecuador (3 squadre)     | Emelec (ECU 1)                  | Fase a gironi     | Vincitrice della Primera Categoría Serie A 2014                                      |
| Ecuador (3 squadre)     | Barcelona SC (ECU 2)            | Fase a gironi     | 2ª nella Primera Categoría Serie A 2014                                              |
| Ecuador (3 squadre)     | Independiente del Valle (ECU 3) | Prima fase        | 2ª nella classifica aggregata della Primera Categoría Serie A 2014                   |
| Messico (3 squadre)     | Tigres UANL (MEX 1)             | Fase a gironi     | 2ª nel Torneo Apertura 2014                                                          |
| Messico (3 squadre)     | Atlas (MEX 2)                   | Fase a gironi     | 3ª nel Torneo Apertura 2014                                                          |
| Messico (3 squadre)     | Monarcas Morelia (MEX 3)        | Prima fase        | Vincitrice della Supercopa MX 2014                                                   |
| Paraguay (3 squadre)    | Libertad (PAR 1)                | Fase a gironi     | Vincitrice del Torneo Apertura e del Torneo Clausura della División Profesional 2014 |
| Paraguay (3 squadre)    | Guaraní (PAR 2)                 | Fase a gironi     | 2ª nella classifica aggregata della División Profesional 2014                        |
| Paraguay (3 squadre)    | Cerro Porteño (PAR 3)           | Prima fase        | 3ª nella classifica aggregata della División Profesional 2014                        |
| Perù (3 squadre)        | Sporting Cristal (PER 1)        | Fase a gironi     | Vincitrice del Campeonato Descentralizado 2014                                       |
| Perù (3 squadre)        | Juan Aurich (PER 2)             | Fase a gironi     | 2ª nel Campeonato Descentralizado 2014                                               |
| Perù (3 squadre)        | Alianza Lima (PER 3)            | Prima fase        | Vincitrice della Copa Inca 2014                                                      |
| Uruguay (3 squadre)     | Danubio (URU 1)                 | Fase a gironi     | Vincitrice della Primera División 2013-2014                                          |
| Uruguay (3 squadre)     | Montevideo Wanderers (URU 2)    | Fase a gironi     | 2ª nella Primera División 2013-2014                                                  |
| Uruguay (3 squadre)     | Nacional (URU 3)                | Prima fase        | 2ª nella classifica aggregata della Primera División 2013-2014                       |
| Venezuela (3 squadre)   | Zamora FC (VEN 1)               | Fase a gironi     | Vincitrice della Primera División 2013-2014                                          |
| Venezuela (3 squadre)   | Mineros (VEN 2)                 | Fase a gironi     | 2ª nella Primera División 2013-2014                                                  |
| Venezuela (3 squadre)   | Deportivo Táchira (VEN 3)       | Prima fase        | 3ª nella classifica aggregata della Primera División 2013-2014                       |

## Date
Il programma della competizione è stato il seguente.
| Fase             | Andata                            | Ritorno                           |
| ---------------- | --------------------------------- | --------------------------------- |
| Prima fase       | 3-5 febbraio 2015                 | 10-12 febbraio 2015               |
| Fase a gironi    | dal 17 febbraio al 22 aprile 2015 | dal 17 febbraio al 22 aprile 2015 |
| Ottavi di finale | 28 aprile, 5-7 maggio 2015        | 5, 12-14 maggio 2015              |
| Quarti di finale | 19-21 maggio 2015                 | 26-28 maggio 2015                 |
| Semifinali       | 14-15 luglio 2015                 | 21-22 luglio 2015                 |
| Finale           | 26 luglio 2015                    | 5 agosto 2015                     |

## Prima fase
Alla prima fase hanno preso parte dodici squadre: la quinta e la sesta per l'Argentina, la quinta per il Brasile e la terza per tutte le altre federazioni. Tramite sorteggio, tenutosi il 2 dicembre 2014 a Luque, in Paraguay, sono state determinate le sei sfide a eliminazione diretta, le vincenti delle quali hanno il diritto di accedere alla seconda fase. In caso di parità di reti segnate dopo le due partite valeva la regola del maggior numero di reti segnate in trasferta; in caso di ulteriore parità si passava direttamente ai tiri di rigore, senza disputare i tempi supplementari.
| Squadra 1               | Totale      | Squadra 2        | Andata | Ritorno |
| ----------------------- | ----------- | ---------------- | ------ | ------- |
| Alianza Lima            | 0 - 4       | Huracán          | 0 - 4  | 0 - 0   |
| Independiente del Valle | 1 - 4       | Estudiantes (LP) | 1 - 0  | 0 - 4   |
| Deportivo Táchira       | 4 - 3       | Cerro Porteño    | 2 - 1  | 2 - 2   |
| Monarcas Morelia        | 1 - 3       | The Strongest    | 1 - 1  | 0 - 2   |
| Palestino               | 2 - 2 (gfc) | Nacional         | 1 - 0  | 1 - 2   |
| Corinthians             | 5 - 1       | Once Caldas      | 4 - 0  | 1 - 1   |

## Fase a gironi
Il sorteggio per definire la composizione dei gruppi si è tenuto il 2 dicembre 2014 a Luque, in Paraguay. Le 32 squadre partecipanti, le 26 ammesse direttamente e le 6 vincitrici della prima fase, sono state divise in 8 gruppi, ciascuno composto da 4 squadre. Ogni squadra gioca con le altre 3 squadre del proprio girone con partite di andata e ritorno. Le squadre vengono classificate in ordine secondo i seguenti criteri: punti realizzati, differenza reti, numero di reti realizzate, numero di reti realizzate in trasferta, ranking CONMEBOL. La prima e la seconda classificata di ogni girone accedono agli ottavi di finale.

### Gruppo 1

#### Classifica
| Pos | Squadra          | Pt | G | V | N | P | GF | GS | DR |
| --- | ---------------- | -- | - | - | - | - | -- | -- | -- |
| 1.  | Ind. Santa Fe    | 12 | 6 | 4 | 0 | 2 | 10 | 5  | +5 |
| 2.  | Atlético Mineiro | 9  | 6 | 3 | 0 | 3 | 5  | 4  | +1 |
| 3.  | Colo-Colo        | 9  | 6 | 3 | 0 | 3 | 8  | 9  | -1 |
| 4.  | Atlas            | 6  | 6 | 2 | 0 | 4 | 4  | 9  | -5 |

#### Risultati
| Squadra 1        | Risultato   | Squadra 2        |
| 1ª giornata      | 1ª giornata | 1ª giornata      |
| ---------------- | ----------- | ---------------- |
| Atlas            | 0 - 1       | Ind. Santa Fe    |
| Colo-Colo        | 2 - 0       | Atlético Mineiro |
| 2ª giornata      |             |                  |
| Atlético Mineiro | 0 - 1       | Atlas            |
| Ind. Santa Fe    | 3 - 1       | Colo-Colo        |
| 3ª giornata      |             |                  |
| Colo-Colo        | 2 - 0       | Atlas            |
| Ind. Santa Fe    | 0 - 1       | Atlético Mineiro |
| 4ª giornata      |             |                  |
| Atlas            | 1 - 3       | Colo-Colo        |
| Atlético Mineiro | 2 - 0       | Ind. Santa Fe    |
| 5ª giornata      |             |                  |
| Atlas            | 1 - 0       | Atlético Mineiro |
| Colo-Colo        | 0 - 3       | Ind. Santa Fe    |
| 6ª giornata      |             |                  |
| Atlético Mineiro | 2 - 0       | Colo-Colo        |
| Ind. Santa Fe    | 3 - 1       | Atlas            |

### Gruppo 2

#### Classifica
| Pos | Squadra     | Pt | G | V | N | P | GF | GS | DR  |
| --- | ----------- | -- | - | - | - | - | -- | -- | --- |
| 1.  | Corinthians | 13 | 6 | 4 | 1 | 1 | 9  | 3  | +6  |
| 2.  | San Paolo   | 12 | 6 | 4 | 0 | 2 | 9  | 4  | +5  |
| 3.  | San Lorenzo | 7  | 6 | 2 | 1 | 3 | 3  | 4  | -1  |
| 4.  | Danubio     | 3  | 6 | 1 | 0 | 5 | 4  | 14 | -10 |

#### Risultati
| Squadra 1   | Risultato   | Squadra 2   |
| 1ª giornata | 1ª giornata | 1ª giornata |
| ----------- | ----------- | ----------- |
| Corinthians | 2 - 0       | San Paolo   |
| Danubio     | 1 - 2       | San Lorenzo |
| 2ª giornata |             |             |
| San Paolo   | 4 - 0       | Danubio     |
| San Lorenzo | 0 - 1       | Corinthians |
| 3ª giornata |             |             |
| Danubio     | 1 - 2       | Corinthians |
| San Paolo   | 1 - 0       | San Lorenzo |
| 4ª giornata |             |             |
| San Lorenzo | 1 - 0       | San Paolo   |
| Corinthians | 4 - 0       | Danubio     |
| 5ª giornata |             |             |
| Danubio     | 1 - 2       | San Paolo   |
| Corinthians | 0 - 0       | San Lorenzo |
| 6ª giornata |             |             |
| San Lorenzo | 0 - 1       | Danubio     |
| San Paolo   | 2 - 0       | Corinthians |

### Gruppo 3

#### Classifica
| Pos | Squadra     | Pt | G | V | N | P | GF | GS | DR |
| --- | ----------- | -- | - | - | - | - | -- | -- | -- |
| 1.  | Cruzeiro    | 11 | 6 | 3 | 2 | 1 | 8  | 3  | +5 |
| 2.  | Univ. Sucre | 9  | 6 | 2 | 3 | 1 | 4  | 3  | +1 |
| 3.  | Huracán     | 7  | 6 | 1 | 4 | 1 | 6  | 7  | -1 |
| 4.  | Mineros     | 4  | 6 | 1 | 1 | 4 | 5  | 10 | -5 |

#### Risultati
| Squadra 1   | Risultato   | Squadra 2   |
| 1ª giornata | 1ª giornata | 1ª giornata |
| ----------- | ----------- | ----------- |
| Huracán     | 2 - 2       | Mineros     |
| Univ. Sucre | 0 - 0       | Cruzeiro    |
| 2ª giornata |             |             |
| Mineros     | 0 - 1       | Univ. Sucre |
| Cruzeiro    | 0 - 0       | Huracán     |
| 3ª giornata |             |             |
| Univ. Sucre | 0 - 0       | Huracán     |
| Mineros     | 0 - 2       | Cruzeiro    |
| 4ª giornata |             |             |
| Huracán     | 1 - 1       | Univ. Sucre |
| Cruzeiro    | 3 - 0       | Mineros     |
| 5ª giornata |             |             |
| Huracán     | 3 - 1       | Cruzeiro    |
| Univ. Sucre | 2 - 0       | Mineros     |
| 6ª giornata |             |             |
| Cruzeiro    | 2 - 0       | Univ. Sucre |
| Mineros     | 3 - 0       | Huracán     |

### Gruppo 4

#### Classifica
| Pos | Squadra              | Pt | G | V | N | P | GF | GS | DR |
| --- | -------------------- | -- | - | - | - | - | -- | -- | -- |
| 1.  | Internacional        | 13 | 6 | 4 | 1 | 1 | 13 | 7  | +6 |
| 2.  | Emelec               | 10 | 6 | 3 | 1 | 2 | 9  | 5  | +4 |
| 3.  | The Strongest        | 9  | 6 | 3 | 0 | 3 | 10 | 11 | -1 |
| 4.  | Universidad de Chile | 3  | 6 | 1 | 0 | 5 | 7  | 16 | -9 |

#### Risultati
| Squadra 1            | Risultato   | Squadra 2            |
| 1ª giornata          | 1ª giornata | 1ª giornata          |
| -------------------- | ----------- | -------------------- |
| Universidad de Chile | 0 - 1       | Emelec               |
| The Strongest        | 3 - 1       | Internacional        |
| 2ª giornata          |             |                      |
| Emelec               | 3 - 0       | The Strongest        |
| Internacional        | 3 - 1       | Universidad de Chile |
| 3ª giornata          |             |                      |
| Internacional        | 3 - 2       | Emelec               |
| Universidad de Chile | 3 - 1       | The Strongest        |
| 4ª giornata          |             |                      |
| The Strongest        | 5 - 3       | Universidad de Chile |
| Emelec               | 1 - 1       | Internacional        |
| 5ª giornata          |             |                      |
| The Strongest        | 1 - 0       | Emelec               |
| Universidad de Chile | 0 - 4       | Internacional        |
| 6ª giornata          |             |                      |
| Emelec               | 2 - 0       | Universidad de Chile |
| Internacional        | 1 - 0       | The Strongest        |

### Gruppo 5

#### Classifica
| Pos | Squadra              | Pt | G | V | N | P | GF | GS | DR  |
| --- | -------------------- | -- | - | - | - | - | -- | -- | --- |
| 1.  | Boca Juniors         | 18 | 6 | 6 | 0 | 0 | 19 | 2  | +17 |
| 2.  | Montevideo Wanderers | 10 | 6 | 3 | 1 | 2 | 9  | 8  | +1  |
| 3.  | Palestino            | 7  | 6 | 2 | 1 | 3 | 6  | 6  | 0   |
| 4.  | Zamora FC            | 0  | 6 | 0 | 0 | 6 | 3  | 21 | -18 |

#### Risultati
| Squadra 1            | Risultato   | Squadra 2            |
| 1ª giornata          | 1ª giornata | 1ª giornata          |
| -------------------- | ----------- | -------------------- |
| Montevideo Wanderers | 3 - 2       | Zamora FC            |
| Palestino            | 0 - 2       | Boca Juniors         |
| 2ª giornata          |             |                      |
| Boca Juniors         | 2 - 1       | Montevideo Wanderers |
| Zamora FC            | 0 - 1       | Palestino            |
| 3ª giornata          |             |                      |
| Montevideo Wanderers | 1 - 0       | Palestino            |
| Boca Juniors         | 5 - 0       | Zamora FC            |
| 4ª giornata          |             |                      |
| Zamora FC            | 1 - 5       | Boca Juniors         |
| Palestino            | 1 - 1       | Montevideo Wanderers |
| 5ª giornata          |             |                      |
| Palestino            | 4 - 0       | Zamora FC            |
| Montevideo Wanderers | 0 - 3       | Boca Juniors         |
| 6ª giornata          |             |                      |
| Zamora FC            | 0 - 3       | Montevideo Wanderers |
| Boca Juniors         | 2 - 0       | Palestino            |

### Gruppo 6

#### Classifica
| Pos | Squadra     | Pt | G | V | N | P | GF | GS | DR |
| --- | ----------- | -- | - | - | - | - | -- | -- | -- |
| 1.  | Tigres UANL | 14 | 6 | 4 | 2 | 0 | 16 | 7  | +9 |
| 2.  | River Plate | 7  | 6 | 1 | 4 | 1 | 8  | 7  | +1 |
| 3.  | Juan Aurich | 6  | 6 | 1 | 3 | 2 | 9  | 11 | -2 |
| 4.  | San José    | 4  | 6 | 1 | 1 | 4 | 3  | 11 | -8 |

#### Risultati
| Squadra 1   | Risultato   | Squadra 2   |
| 1ª giornata | 1ª giornata | 1ª giornata |
| ----------- | ----------- | ----------- |
| Tigres UANL | 3 - 0       | Juan Aurich |
| San José    | 2 - 0       | River Plate |
| 2ª giornata |             |             |
| River Plate | 1 - 1       | Tigres UANL |
| Juan Aurich | 2 - 0       | San José    |
| 3ª giornata |             |             |
| San José    | 0 - 1       | Tigres UANL |
| Juan Aurich | 1 - 1       | River Plate |
| 4ª giornata |             |             |
| Tigres UANL | 4 - 0       | San José    |
| River Plate | 1 - 1       | Juan Aurich |
| 5ª giornata |             |             |
| San José    | 1 - 1       | Juan Aurich |
| Tigres UANL | 2 - 2       | River Plate |
| 6ª giornata |             |             |
| River Plate | 3 - 0       | San José    |
| Juan Aurich | 4 - 5       | Tigres UANL |

### Gruppo 7

#### Classifica
| Pos | Squadra           | Pt | G | V | N | P | GF | GS | DR |
| --- | ----------------- | -- | - | - | - | - | -- | -- | -- |
| 1.  | Atlético Nacional | 11 | 6 | 3 | 2 | 1 | 12 | 7  | +5 |
| 2.  | Estudiantes (LP)  | 10 | 6 | 3 | 1 | 2 | 7  | 3  | +4 |
| 3.  | Libertad          | 8  | 6 | 2 | 2 | 2 | 5  | 8  | -3 |
| 4.  | Barcelona SC      | 4  | 6 | 1 | 1 | 4 | 5  | 11 | -6 |

#### Risultati
| Squadra 1         | Risultato   | Squadra 2         |
| 1ª giornata       | 1ª giornata | 1ª giornata       |
| ----------------- | ----------- | ----------------- |
| Libertad          | 2 - 2       | Atlético Nacional |
| Estudiantes (LP)  | 3 - 0       | Barcelona SC      |
| 2ª giornata       |             |                   |
| Barcelona SC      | 0 - 1       | Libertad          |
| Atlético Nacional | 1 - 1       | Estudiantes (LP)  |
| 3ª giornata       |             |                   |
| Barcelona SC      | 1 - 2       | Atlético Nacional |
| Libertad          | 1 - 0       | Estudiantes (LP)  |
| 4ª giornata       |             |                   |
| Estudiantes (LP)  | 1 - 0       | Libertad          |
| Atlético Nacional | 2 - 3       | Barcelona SC      |
| 5ª giornata       |             |                   |
| Estudiantes (LP)  | 0 - 1       | Atlético Nacional |
| Libertad          | 1 - 1       | Barcelona SC      |
| 6ª giornata       |             |                   |
| Atlético Nacional | 4 - 0       | Libertad          |
| Barcelona SC      | 0 - 2       | Estudiantes (LP)  |

### Gruppo 8

#### Classifica
| Pos | Squadra           | Pt | G | V | N | P | GF | GS | DR |
| --- | ----------------- | -- | - | - | - | - | -- | -- | -- |
| 1.  | Racing Club       | 12 | 6 | 4 | 0 | 2 | 15 | 7  | +8 |
| 2.  | Guaraní           | 9  | 6 | 2 | 3 | 1 | 12 | 10 | +2 |
| 3.  | Sporting Cristal  | 7  | 6 | 1 | 4 | 1 | 6  | 7  | -1 |
| 4.  | Deportivo Táchira | 3  | 6 | 0 | 3 | 3 | 6  | 15 | -9 |

#### Risultati
| Squadra 1         | Risultato   | Squadra 2         |
| 1ª giornata       | 1ª giornata | 1ª giornata       |
| ----------------- | ----------- | ----------------- |
| Deportivo Táchira | 0 - 5       | Racing Club       |
| Guaraní           | 2 - 2       | Sporting Cristal  |
| 2ª giornata       |             |                   |
| Racing Club       | 4 - 1       | Guaraní           |
| Sporting Cristal  | 1 - 1       | Deportivo Táchira |
| 3ª giornata       |             |                   |
| Racing Club       | 1 - 2       | Sporting Cristal  |
| Guaraní           | 5 - 2       | Deportivo Táchira |
| 4ª giornata       |             |                   |
| Sporting Cristal  | 0 - 2       | Racing Club       |
| Deportivo Táchira | 1 - 1       | Guaraní           |
| 5ª giornata       |             |                   |
| Guaraní           | 2 - 0       | Racing Club       |
| Deportivo Táchira | 0 - 0       | Sporting Cristal  |
| 6ª giornata       |             |                   |
| Sporting Cristal  | 1 - 1       | Guaraní           |
| Racing Club       | 3 - 2       | Deportivo Táchira |

## Fase a eliminazione diretta
Le fasi a eliminazione diretta include la disputa di ottavi di finale, quarti di finale, semifinali e finale, tutte con partite di andata e ritorno. Gli accoppiamenti degli ottavi di finale, sul modello del tabellone tennistico, sono stati stabiliti in base a una classifica del rendimento nella fase a gruppi: la prima squadra della classifica ha affrontato l'ultima, la seconda la penultima, la terza la terzultima, la quarta la quartultima e così via. Le squadre che hanno superato la fase a gruppi come prime classificate sono state inserite nelle posizioni 1-8, mentre le seconde classificate nelle posizioni 9-16. In caso di parità di reti segnate dopo le due partite si passa direttamente ai tiri di rigore, senza disputare i tempi supplementari, che invece sono, eventualmente, previsti per la sola finale.

### Classifica delle squadre classificate
| Pos.                 | Squadra              | Pt                 | G                  | V                  | N                  | P                  | GF                 | GS                 | DR                 |
| Prime classificate   | Prime classificate   | Prime classificate | Prime classificate | Prime classificate | Prime classificate | Prime classificate | Prime classificate | Prime classificate | Prime classificate |
| -------------------- | -------------------- | ------------------ | ------------------ | ------------------ | ------------------ | ------------------ | ------------------ | ------------------ | ------------------ |
| 1.                   | Boca Juniors         | 18                 | 6                  | 6                  | 0                  | 0                  | 19                 | 2                  | +17                |
| 2.                   | Tigres UANL          | 14                 | 6                  | 4                  | 2                  | 0                  | 16                 | 7                  | +9                 |
| 3.                   | Internacional        | 13                 | 6                  | 4                  | 1                  | 1                  | 13                 | 7                  | +6                 |
| 4.                   | Corinthians          | 13                 | 6                  | 4                  | 1                  | 1                  | 9                  | 3                  | +6                 |
| 5.                   | Racing Club          | 12                 | 6                  | 4                  | 0                  | 2                  | 15                 | 7                  | +8                 |
| 6.                   | Ind. Santa Fe        | 12                 | 6                  | 4                  | 0                  | 2                  | 10                 | 5                  | +5                 |
| 7.                   | Atlético Nacional    | 11                 | 6                  | 3                  | 2                  | 1                  | 12                 | 7                  | +5                 |
| 8.                   | Cruzeiro             | 11                 | 6                  | 3                  | 2                  | 1                  | 8                  | 3                  | +5                 |
| Seconde classificate |                      |                    |                    |                    |                    |                    |                    |                    |                    |
| 9.                   | San Paolo            | 12                 | 6                  | 4                  | 0                  | 2                  | 15                 | 7                  | +8                 |
| 10.                  | Emelec               | 10                 | 6                  | 3                  | 1                  | 2                  | 9                  | 5                  | +4                 |
| 11.                  | Estudiantes (LP)     | 10                 | 6                  | 3                  | 1                  | 2                  | 7                  | 3                  | +4                 |
| 12.                  | Montevideo Wanderers | 10                 | 6                  | 3                  | 1                  | 2                  | 9                  | 8                  | +1                 |
| 13.                  | Guaraní              | 9                  | 6                  | 2                  | 3                  | 1                  | 12                 | 10                 | +2                 |
| 14.                  | Atlético Mineiro     | 9                  | 6                  | 3                  | 0                  | 3                  | 5                  | 4                  | +1                 |
| 15.                  | Univ. Sucre          | 9                  | 6                  | 2                  | 3                  | 1                  | 4                  | 3                  | +1                 |
| 16.                  | River Plate          | 7                  | 6                  | 1                  | 4                  | 1                  | 8                  | 7                  | +1                 |

### Tabellone
|  | Ottavi di finale | Ottavi di finale     | Ottavi di finale | Ottavi di finale |                      |               | Quarti di finale | Quarti di finale | Quarti di finale |  |             | Semifinali | Semifinali | Semifinali |  |             | Finale | Finale | Finale |
|  |                  |                      |                  |                  |                      |               |                  |                  |                  |  |             |            |            |            |  |             |        |        |        |
|  | 16               | River Plate (a tav.) | 1                | 0                |                      |               |                  |                  |                  |  |             |            |            |            |  |             |        |        |        |
|  | 1                | Boca Juniors         | 0                | 0                |                      |               |                  |                  |                  |  |             |            |            |            |  |             |        |        |        |
|  | 1                | Boca Juniors         | 0                | 0                |                      | River Plate   | 0                | 3                |                  |  |             |            |            |            |  |             |        |        |        |
|  |                  |                      |                  |                  |                      | River Plate   | 0                | 3                |                  |  |             |            |            |            |  |             |        |        |        |
|  |                  | Cruzeiro             | 1                | 0                |                      |               |                  |                  |                  |  |             |            |            |            |  |             |        |        |        |
|  | 9                | Cruzeiro             | 1                | 0                | San Paolo            | 1             | 0 (3)            |                  |                  |  |             |            |            |            |  |             |        |        |        |
|  | 9                |                      |                  |                  | San Paolo            | 1             | 0 (3)            |                  |                  |  |             |            |            |            |  |             |        |        |        |
|  | 8                | Cruzeiro (dtr)       | 0                | 1 (4)            |                      |               |                  |                  |                  |  |             |            |            |            |  |             |        |        |        |
|  | 8                | Cruzeiro (dtr)       | 0                | 1 (4)            |                      |               |                  |                  |                  |  | River Plate | 2          | 1          |            |  |             |        |        |        |
|  |                  |                      |                  |                  |                      |               |                  |                  |                  |  | River Plate | 2          | 1          |            |  |             |        |        |        |
|  |                  | Guaraní              | 0                | 1                |                      |               |                  |                  |                  |  |             |            |            |            |  |             |        |        |        |
|  | 13               | Guaraní              | 0                | 1                | Guaraní              | 2             | 1                |                  |                  |  |             |            |            |            |  |             |        |        |        |
|  | 13               |                      |                  |                  | Guaraní              | 2             | 1                |                  |                  |  |             |            |            |            |  |             |        |        |        |
|  | 4                | Corinthians          | 0                | 0                |                      |               |                  |                  |                  |  |             |            |            |            |  |             |        |        |        |
|  | 4                | Corinthians          | 0                | 0                |                      | Guaraní       | 1                | 0                |                  |  |             |            |            |            |  |             |        |        |        |
|  |                  |                      |                  |                  |                      | Guaraní       | 1                | 0                |                  |  |             |            |            |            |  |             |        |        |        |
|  |                  | Racing Club          | 0                | 0                |                      |               |                  |                  |                  |  |             |            |            |            |  |             |        |        |        |
|  | 12               | Racing Club          | 0                | 0                | Montevideo Wanderers | 1             | 1                |                  |                  |  |             |            |            |            |  |             |        |        |        |
|  | 12               |                      |                  |                  | Montevideo Wanderers | 1             | 1                |                  |                  |  |             |            |            |            |  |             |        |        |        |
|  | 5                | Racing Club          | 1                | 2                |                      |               |                  |                  |                  |  |             |            |            |            |  |             |        |        |        |
|  | 5                | Racing Club          | 1                | 2                |                      |               |                  |                  |                  |  |             |            |            |            |  | River Plate | 0      | 3      |        |
|  |                  |                      |                  |                  |                      |               |                  |                  |                  |  |             |            |            |            |  | River Plate | 0      | 3      |        |
|  |                  | Tigres UANL          | 0                | 0                |                      |               |                  |                  |                  |  |             |            |            |            |  |             |        |        |        |
|  | 10               | Tigres UANL          | 0                | 0                | Emelec               | 2             | 0                |                  |                  |  |             |            |            |            |  |             |        |        |        |
|  | 10               |                      |                  |                  | Emelec               | 2             | 0                |                  |                  |  |             |            |            |            |  |             |        |        |        |
|  | 7                | Atlético Nacional    | 0                | 1                |                      |               |                  |                  |                  |  |             |            |            |            |  |             |        |        |        |
|  | 7                | Atlético Nacional    | 0                | 1                |                      | Emelec        | 1                | 0                |                  |  |             |            |            |            |  |             |        |        |        |
|  |                  |                      |                  |                  |                      | Emelec        | 1                | 0                |                  |  |             |            |            |            |  |             |        |        |        |
|  |                  | Tigres UANL          | 0                | 2                |                      |               |                  |                  |                  |  |             |            |            |            |  |             |        |        |        |
|  | 15               | Tigres UANL          | 0                | 2                | Univ. Sucre          | 1             | 1                |                  |                  |  |             |            |            |            |  |             |        |        |        |
|  | 15               |                      |                  |                  | Univ. Sucre          | 1             | 1                |                  |                  |  |             |            |            |            |  |             |        |        |        |
|  | 2                | Tigres UANL          | 2                | 1                |                      |               |                  |                  |                  |  |             |            |            |            |  |             |        |        |        |
|  | 2                | Tigres UANL          | 2                | 1                |                      |               |                  |                  |                  |  | Tigres UANL | 1          | 3          |            |  |             |        |        |        |
|  |                  |                      |                  |                  |                      |               |                  |                  |                  |  | Tigres UANL | 1          | 3          |            |  |             |        |        |        |
|  |                  | Internacional        | 2                | 1                |                      |               |                  |                  |                  |  |             |            |            |            |  |             |        |        |        |
|  | 11               | Internacional        | 2                | 1                | Estudiantes (LP)     | 2             | 0                |                  |                  |  |             |            |            |            |  |             |        |        |        |
|  | 11               |                      |                  |                  | Estudiantes (LP)     | 2             | 0                |                  |                  |  |             |            |            |            |  |             |        |        |        |
|  | 6                | Ind. Santa Fe        | 1                | 2                |                      |               |                  |                  |                  |  |             |            |            |            |  |             |        |        |        |
|  | 6                | Ind. Santa Fe        | 1                | 2                |                      | Ind. Santa Fe | 1                | 0                |                  |  |             |            |            |            |  |             |        |        |        |
|  |                  |                      |                  |                  |                      | Ind. Santa Fe | 1                | 0                |                  |  |             |            |            |            |  |             |        |        |        |
|  |                  | Internacional        | 0                | 2                |                      |               |                  |                  |                  |  |             |            |            |            |  |             |        |        |        |
|  | 14               | Internacional        | 0                | 2                | Atlético Mineiro     | 2             | 1                |                  |                  |  |             |            |            |            |  |             |        |        |        |
|  | 14               |                      |                  |                  | Atlético Mineiro     | 2             | 1                |                  |                  |  |             |            |            |            |  |             |        |        |        |
|  | 3                | Internacional        | 2                | 3                |                      |               |                  |                  |                  |  |             |            |            |            |  |             |        |        |        |

### Ottavi di finale
Le partite d'andata degli ottavi si sono disputate il 28 aprile e il 5, 6 e 7 maggio 2015, mentre le partite di ritorno il 5, 12, 13 e 14 maggio 2015.
La partita di ritorno tra Boca Juniors e River Plate venne sospesa all'inizio del secondo tempo dopo che alcuni calciatori del River Plate erano stati colpiti con spray urticante da tifosi del Boca Juniors. La CONMEBOL, dopo aver aperto un procedimento disciplinare, squalificò il Boca Juniors dalla competizione; pertanto, il River Plate ottenne l'accesso ai quarti di finale.
| Squadra 1            | Totale          | Squadra 2         | Andata | Ritorno |
| -------------------- | --------------- | ----------------- | ------ | ------- |
| River Plate          | 1 - 0 (a tav.)  | Boca Juniors      | 1 - 0  | 0 - 0   |
| Univ. Sucre          | 2 - 3           | Tigres UANL       | 1 - 2  | 1 - 1   |
| Atlético Mineiro     | 3 - 5           | Internacional     | 2 - 2  | 1 - 3   |
| Guaraní              | 3 - 0           | Corinthians       | 2 - 0  | 1 - 0   |
| Montevideo Wanderers | 2 - 3           | Racing Club       | 1 - 1  | 1 - 2   |
| Estudiantes (LP)     | 2 - 3           | Ind. Santa Fe     | 2 - 1  | 0 - 2   |
| Emelec               | 2 - 1           | Atlético Nacional | 2 - 0  | 0 - 1   |
| San Paolo            | 1 - 1 (3-4 dtr) | Cruzeiro          | 1 - 0  | 0 - 1   |

### Quarti di finale
Le partite d'andata dei quarti si sono disputate il 19, 20 e 21 maggio 2015, mentre le partite di ritorno il 26, 27 e 28 maggio 2015.
| Squadra 1     | Totale | Squadra 2     | Andata | Ritorno |
| ------------- | ------ | ------------- | ------ | ------- |
| River Plate   | 3 - 1  | Cruzeiro      | 0 - 1  | 3 - 0   |
| Emelec        | 1 - 2  | Tigres UANL   | 1 - 0  | 0 - 2   |
| Ind. Santa Fe | 1 - 2  | Internacional | 1 - 0  | 0 - 2   |
| Guaraní       | 1 - 0  | Racing Club   | 1 - 0  | 0 - 0   |

### Semifinali
Le partite d'andata delle semifinali si sono disputate il 14 e 15 luglio 2015, mentre le partite di ritorno il 21 e 22 luglio 2015.
| Squadra 1     | Totale | Squadra 2   | Andata | Ritorno |
| ------------- | ------ | ----------- | ------ | ------- |
| River Plate   | 3 - 1  | Guaraní     | 2 - 0  | 1 - 1   |
| Internacional | 3 - 4  | Tigres UANL | 2 - 1  | 1 - 3   |

### Finale
| Squadra 1   | Totale | Squadra 2   | Andata | Ritorno |
| ----------- | ------ | ----------- | ------ | ------- |
| Tigres UANL | 0 - 3  | River Plate | 0 - 0  | 0 - 3   |

| Monterrey 29 luglio 2015, ore 20:00 UTC-5 Andata | Tigres UANL | 0 – 0 referto | River Plate | Stadio Universitario (40 000 spett.)\| Arbitro: \| Arias \| |
| Arbitro:                                         | Arias       |               |             |                                                             |

| Arbitro: | Ubríaco |

|                                              |           |  |
| Alario 44’ Sánchez 74’ (rig.) Funes Mori 78’ | Marcatori |  |

## Statistiche

### Classifica marcatori
Classifica comprensiva di tutte le fasi.
| Gol |  |  | Giocatore            | Squadra                |
| --- |  |  | -------------------- | ---------------------- |
| 8   |  |  | Gustavo Bou          | Racing Club            |
| 7   |  |  | Guido Carrillo       | Estudiantes            |
| 6   |  |  | Miller Bolaños       | Emelec                 |
| 6   |  |  | Federico Santander   | Guaraní                |
| 5   |  |  | Esteban Paredes      | Colo-Colo              |
| 4   |  |  | Carlos Sanchez       | River Plate            |
| 4   |  |  | Rodrigo Mora         | River Plate            |
| 4   |  |  | Ramón Ábila          | Huracán                |
| 4   |  |  | Elias                | Corinthians            |
| 4   |  |  | Pablo Daniel Escobar | The Strongest          |
| 4   |  |  | Enrique Esqueda      | Tigres UANL            |
| 4   |  |  | Paolo Guerrero       | Corinthians            |
| 4   |  |  | Joffre Guerrón       | Tigres UANL            |
| 4   |  |  | Leandro Damião       | Cruzeiro               |
| 4   |  |  | Diego Milito         | Racing Club            |
| 4   |  |  | Wilson Morelo        | Independiente Santa Fe |
| 4   |  |  | Rafael Sóbis         | Tigres UANL            |
| 4   |  |  | Luis Carlos Ruiz     | Atlético Nacional      |
| 4   |  |  | Valdívia             | Internacional          |
| 4   |  |  | Zamir Valoyes        | Mineros                |